# Emilia Schüle
Emilia Schüle, född 28 november 1992 i Blagovesjtjensk, är en ryskfödd tysk skådespelare.
Emilia Schüle föddes i Ryssland av tyska föräldrar och flyttade med dem till Berlin som ettåring. Hon medverkade som yngre i flera reklamfilmer. Hon medverkade i den tyska serien Ku'damm 56 där hon spelade Eva Schöllack. Hon medverkade även i Charité där hon spelade Hedwig Freiberg. I kostymdramaserien Marie Antoinette spelade hon titelkaraktären Marie Antoinette.

## Filmografi (i urval)
- 2016 – Ku'damm 56 (TV-serie)
- 2017 – Charité (TV-serie)
- 2022 – Marie Antoinette (TV-serie)